# Kvalifikace na Mistrovství světa ve fotbale 2002 (UEFA) – skupina 5
Zápasy této kvalifikační skupiny na Mistrovství světa ve fotbale 2002 se konaly v letech 2000 a 2001. Ze šesti účastníků si postup na závěrečný turnaj vybojoval vítěz skupiny. Celek na druhém místě hrál baráž.

## Tabulka
| Tým       | Z  | V | R | P | GV | GI | +/- | B  |
| --------- | -- | - | - | - | -- | -- | --- | -- |
| Polsko    | 10 | 6 | 3 | 1 | 21 | 11 | 10  | 21 |
| Ukrajina  | 10 | 4 | 5 | 1 | 13 | 8  | 5   | 17 |
| Bělorusko | 10 | 4 | 3 | 3 | 12 | 11 | 1   | 15 |
| Norsko    | 10 | 2 | 4 | 4 | 12 | 14 | -2  | 10 |
| Wales     | 10 | 1 | 6 | 3 | 10 | 12 | -2  | 9  |
| Arménie   | 10 | 0 | 5 | 5 | 7  | 19 | -12 | 5  |

## Zápasy
| 2. září 2000                     |          |                                        |                               |
| Norsko                           | 0 – 0    | Arménie                                | Ullevaal, Oslo diváci: 19 201 |
| Erik Hoftun 79' Erik Mykland 87' | (Report) | Felix Khojoyan 5' Sargis Hovsepyan 11' | Ullevaal, Oslo diváci: 19 201 |

| 2. září 2000                                                                               |          |                                                                                        |                              |
| Bělorusko                                                                                  | 2 – 1    | Wales                                                                                  | Dinamo, Minsk diváci: 32 000 |
| Aliaksandr Chatševič 39' Alyaksandar Lukhvič 41' Valentin Belkevič 56' Sergej Shtanyuk 69' | (Report) | John Robert Campbell Robinson 22' Robbie Savage 61' Craig Bellamy 65' Gary Speed 90+1' | Dinamo, Minsk diváci: 32 000 |

| 2. září 2000        |          |                                                                    |                                                  |
| Ukrajina            | 1 – 3    | Polsko                                                             | Stadium Olimpiade (Dynamo), Kyjev diváci: 52 000 |
| Andrej Ševčenko 11' | (Report) | Emmanuel Olisadebe 2' 31' Radosław Kałużny 54' 60' Tomasz Kłos 65' | Stadium Olimpiade (Dynamo), Kyjev diváci: 52 000 |

| 7. října 2000    |          |                                                         |                                    |
| Wales            | 1 – 1    | Norsko                                                  | Millennium, Cardiff diváci: 51 100 |
| Nathan Blake 60' | (Report) | Eirik Bakke 36' Ronny Johnsen 58' Thorstein Helstad 80' | Millennium, Cardiff diváci: 51 100 |

| 7. října 2000                                                         |          |                                                          |                                    |
| Arménie                                                               | 2 – 3    | Ukrajina                                                 | Republikan, Jerevan diváci: 14 000 |
| Arthur Petrosyan 17' 44' Harutyun Vardanyan 38' Romik Khachatryan 41' | (Report) | Andrej Ševčenko 45' 59' Andrej Husin 55' Oleh Luzhny 74' | Republikan, Jerevan diváci: 14 000 |

| 7. října 2000                                                           |          | |                            |
| Polsko                                                                  | 3 – 1    | Bělorusko | Widzew, Łódź diváci: 7 638 |
| Radosław Kałużny 24' 63' 74' Jacek Krzynówek 45' Paweł Kryszałowicz 65' | (Report) | Raman Vasilyuk 32' Erik Yakhimovich 34' Mikalay Ryndzyuk 37' Sergei Shtanyuk 70' Maksim Romaschenko 86' Andrei Ostrovskiy 87' | Widzew, Łódź diváci: 7 638 |

| 11. října 2000                                                                            |          |                                                                                       |                              |
| Bělorusko                                                                                 | 2 – 1    | Arménie                                                                               | Dinamo, Minsk diváci: 21 700 |
| Erik Yakhimovič 18' Aliaksandr Chatševič 23' Mikalay Ryndzyuk 33' Alyaksandar Lukhvič 61' | (Report) | Romik Khachatryan 45' Felix Khojoyan 50' Arthur Voskanyan 85' Armen Shahgeldyan 90+3' | Dinamo, Minsk diváci: 21 700 |

| 11. října 2000   |          |                         |                               |
| Norsko           | 0 – 1    | Ukrajina                | Ullevaal, Oslo diváci: 23 612 |
| Erik Mykland 86' | (Report) | Andrej Ševčenko 51' 81' | Ullevaal, Oslo diváci: 23 612 |

| 11. října 2000 |          |                                                      |                               |
| Polsko         | 0 – 0    | Wales                                                | Legia, Varšava diváci: 10 067 |
|                | (Report) | Robbie Savage 27' Andy Melville 46' John Hartson 52' | Legia, Varšava diváci: 10 067 |

| 24. března 2001                                                 |          |                                                                      |                               |
| Norsko                                                          | 2 – 3    | Polsko                                                               | Ullevaal, Oslo diváci: 15 077 |
| John Carew 59' Ole Gunnar Solskjær 67' Tommy Svindal Larsen 68' | (Report) | Emmanuel Olisadebe 23' 30' Piotr Świerczewski 40' Bartosz Karwan 81' | Ullevaal, Oslo diváci: 15 077 |

| 24. března 2001   |          |                                           |                                                  |
| Ukrajina          | 0 – 0    | Bělorusko                                 | Stadium Olimpiade (Dynamo), Kyjev diváci: 75 000 |
| Serhij Rebrov 86' | (Report) | Andrej Ostrovskij 65' Serhej Jaskovič 71' | Stadium Olimpiade (Dynamo), Kyjev diváci: 75 000 |

| 24. března 2001                                                                                            |          |                                                          |                                   |
| Arménie | 2 – 2    | Wales                                                    | Republikan, Jerevan diváci: 7 000 |
| Felix Khojoyan 14' Arthur Petrosyan 31' Arthur Minasyan 39' Albert Sarkisyan 43', 81' Andrey Movsisyan 67' | (Report) | John Hartson 40' 48' Carl Robinson 73' John Robinson 87' | Republikan, Jerevan diváci: 7 000 |

| 28. března 2001 |          |                                               |                               |
| Polsko | 4 – 0    | Arménie                                       | Legia, Varšava diváci: 10 320 |
| Michał Żewłakow 13' Tomasz Iwan 26' Emmanuel Olisadebe 42' Piotr Świerczewski 45' Radosław Kałużny 49' Marcin Żewłakow 81' Bartosz Karwan 88' | (Report) | Sargis Hovsepyan 23' Hovhannes Demirchyan 66' | Legia, Varšava diváci: 10 320 |

| 28. března 2001                    |          |                                              |                                    |
| Wales                              | 1 – 1    | Ukrajina                                     | Millennium, Cardiff diváci: 48 014 |
| John Hartson 12' Craig Bellamy 19' | (Report) | Andrej Ševčenko 5' 51' Anatolij Tymoščuk 36' | Millennium, Cardiff diváci: 48 014 |

| 28. března 2001                                                                   |          |                                                                                      |                              |
| Bělorusko                                                                         | 2 – 1    | Norsko                                                                               | Dinamo, Minsk diváci: 39 000 |
| Aliaksandr Chatševič 19' Andrei Lavrik 48' Sergej Štaňuk 81' Raman Vasiljuk 90+3' | (Report) | Steffen Iversen 5' Jo Tessem 79' Ole Gunnar Solskjær 68' 88' Valentin Belkevič 90+2' | Dinamo, Minsk diváci: 39 000 |

| 2. června 2001                                                        |          |                                                                                   |                                    |
| Wales                                                                 | 1 – 2    | Polsko                                                                            | Millennium, Cardiff diváci: 48 500 |
| Nathan Blake 14' 68' Robbie Savage 15' Robert Page 38' Ryan Giggs 70' | (Report) | Emmanuel Olisadebe 33' Paweł Kryszałowicz 73' Tomasz Kłos 81' Marek Koźmiński 86' | Millennium, Cardiff diváci: 48 500 |

| 2. června 2001 |          |                        |                                                  |
| Ukrajina       | 0 – 0    | Norsko                 | Stadium Olimpiade (Dynamo), Kyjev diváci: 42 000 |
|                | (Report) | Øyvind Leonhardsen 49' | Stadium Olimpiade (Dynamo), Kyjev diváci: 42 000 |

| 2. června 2001 |          |                     |                                   |
| Arménie        | 0 – 0    | Bělorusko           | Republikan, Jerevan diváci: 6 400 |
|                | (Report) | Erik Jachimovič 74' | Republikan, Jerevan diváci: 6 400 |

| 6. června 2001                 |          |                                                                         |                               |
| Norsko                         | 1 – 1    | Bělorusko                                                               | Ullevaal, Oslo diváci: 17 164 |
| Eirik Bakke 67' John Carew 80' | (Report) | Valentin Belkevič 24' Andrej Ostrovskij 37' Gennadij Tumilovič 80', 80' | Ullevaal, Oslo diváci: 17 164 |

| 6. června 2001                          |          |                                                                                        |                                                  |
| Ukrajina                                | 1 – 1    | Wales                                                                                  | Stadium Olimpiade (Dynamo), Kyjev diváci: 33 000 |
| Gennadij Zubov 43' Dmitrij Parfenov 85' | (Report) | Paul Jones 18' Nathan Blake 34' Mark Pembridge 72' Darren Barnard 75' John Hartson 88' | Stadium Olimpiade (Dynamo), Kyjev diváci: 33 000 |

| 6. června 2001 |          |                                                                                           |                                   |
| Arménie | 1 – 1    | Polsko                                                                                    | Republikan, Jerevan diváci: 5 500 |
| Arthur Petrosyan 13' Albert Sarkisyan 44', 53' Felix Khojoyan 45', 85' Yervand Sukiasyan 60' Artavazd Karamyan 66' Romik Khachatryan 75' Hayk Gevorgyan 87' | (Report) | Radosław Kałużny 5' Mariusz Kukiełka 32' Tomasz Hajto 84' Jacek Bąk 87' Tomasz Zdebel 89' | Republikan, Jerevan diváci: 5 500 |

| 1. září 2001      |          |                      |                                    |
| Wales             | 0 – 0    | Arménie              | Millennium, Cardiff diváci: 20 000 |
| Andy Melville 31' | (Report) | Sargis Hovsepyan 56' | Millennium, Cardiff diváci: 20 000 |

| 1. září 2001                                                                                            |          |        |                                         |
| Polsko                                                                                                  | 3 – 0    | Norsko | Slezský stadion, Chorzów diváci: 40 000 |
| Tomasz Hajto 31' Paweł Kryszałowicz 45' Radosław Kałużny 61' Emmanuel Olisadebe 77' Marcin Żewłakow 87' | (Report) |        | Slezský stadion, Chorzów diváci: 40 000 |

| 1. září 2001       |          |                                               |                              |
| Bělorusko          | 0 – 2    | Ukrajina                                      | Dinamo, Minsk diváci: 40 000 |
| Igor Tarlovsky 60' | (Report) | Andrej Ševčenko 45' 57' Anatolij Tymoščuk 64' | Dinamo, Minsk diváci: 40 000 |

| 5. září 2001                                                                  |          |         |                                   |
| Ukrajina                                                                      | 3 – 0    | Arménie | Stadion Lvov, Lvov diváci: 28 000 |
| Andrej Ševčenko 11' Serhij Rebrov 69' Valerij Vorobjov 85' Andrej Vorobej 90' | (Report) |         | Stadion Lvov, Lvov diváci: 28 000 |

| 5. září 2001                                                                                        |          |                                                             |                               |
| Norsko                                                                                              | 3 – 2    | Wales                                                       | Ullevaal, Oslo diváci: 18 211 |
| Ronny Johnsen 17' John Carew 65' Øyvind Leonhardsen 82' Frode Johnsen 89' Ole Gunnar Solskjær 90+2' | (Report) | Robbie Savage 10' 18' Craig Bellamy 28' Ryan Giggs 67', 86' | Ullevaal, Oslo diváci: 18 211 |

| 5. září 2001                                                          |          |                                             |                              |
| Bělorusko                                                             | 4 – 1    | Polsko                                      | Dinamo, Minsk diváci: 24 302 |
| Raman Vasiljuk 7' 46' 52' 62' Maksim Romaščenko 18' Petr Katčouro 27' | (Report) | Arkadiusz Bąk 23' Marcin Żewłakow 78' 90+1' | Dinamo, Minsk diváci: 24 302 |

| 6. října 2001                                         |          |                    |                                    |
| Wales                                                 | 1 – 0    | Bělorusko          | Millennium, Cardiff diváci: 10 201 |
| John Hartson 47' Mark Pembridge 48' Carl Robinson 68' | (Report) | Serhej Jaskovič 5' | Millennium, Cardiff diváci: 10 201 |

| 6. října 2001          |          |                                                            |                                |
| Polsko                 | 1 – 1    | Ukrajina                                                   | Slaski, Chorzów diváci: 20 900 |
| Emmanuel Olisadebe 39' | (Report) | Anatolij Tymoščuk 40' Andrej Ševčenko 81' Serhij Popov 85' | Slaski, Chorzów diváci: 20 900 |

| 6. října 2001                             |          |                                                                  |                                   |
| Arménie                                   | 1 – 4    | Norsko                                                           | Republikan, Jerevan diváci: 9 000 |
| Sargis Hovsepyan 30' Hayk S. Hakobyan 72' | (Report) | Jan-Derek Sørensen 40' Bård Borgersen 49' 80' John Carew 70' 89' | Republikan, Jerevan diváci: 9 000 |